# Live at the Hollywood Bowl (The Doors)
Live at the Hollywood Bowl è il terzo album live dei Doors, pubblicato nel 1987.

## Descrizione
Fu registrato il 5 luglio 1968 all'Hollywood Bowl ma pubblicato solo nel 1987. L'album è un estratto del concerto che non è mai stato pubblicato integralmente in CD mentre in DVD mancano Hello, I Love You,, "The WASP (Texas Radio And The Big Beat)" e una parte di Spanish Caravan. Il video del suddetto concerto è ora disponibile nella raccolta in un DVD, The Doors - 30 Years Commemorative Edition, singolo DVD e Blu-ray.
Nel 2012 venne ripubblicato in versione integrale e ma con un titolo diverso The Doors Live at the Bowl 68, disponibile anche in versione LP.

## Tracce

### Edizione 1987
1. Wake Up
2. Light My Fire – 8:15
3. The Unknown Soldier
4. A Little Game
5. The Hill Dwellers
6. Spanish Caravan
7. Light My Fire (Edit Of Live Version)**

I brani 1, 4 e 5 sono ricavati da Celebration of the Lizard.

### Edizione 2012
1. Show Start/Intro
2. When The Music's Over
3. Alabama Song (Whisky Bar)
4. Back Door Man
5. Five To One
6. Back Door Man (Reprise)
7. The WASP (Texas Radio And The Big Beat)
8. Hello, I Love You
9. Moonlight Drive
10. Horse Latitudes
11. A Little Game
12. The Hill Dwellers
13. Spanish Caravan
14. Hey, What Would You Guys Like To Hear?
15. Wake Up!
16. Light My Fire
17. Light My Fire (Segue)
18. The Unknown Soldier
19. The End (Segue)
20. The End

## Formazione
- Jim Morrison – voce
- Ray Manzarek – organo, pianoforte, tastiera, basso
- John Densmore – batteria
- Robby Krieger – chitarra

## Classifica
- Billboard Music Charts (North America)

### Album
| Anno | Chart      | Posizione |
| ---- | ---------- | --------- |
| 1987 | Pop Albums | 154       |